# Dimos Piraeus
Dimos Piraeus (Piraeus) är en kommun i Grekland.   Den ligger i prefekturen Nomós Piraiós och regionen Attika, i den sydöstra delen av landet, 7 km sydväst om huvudstaden Aten. Antalet invånare är 163 688.